# William Kent Krueger

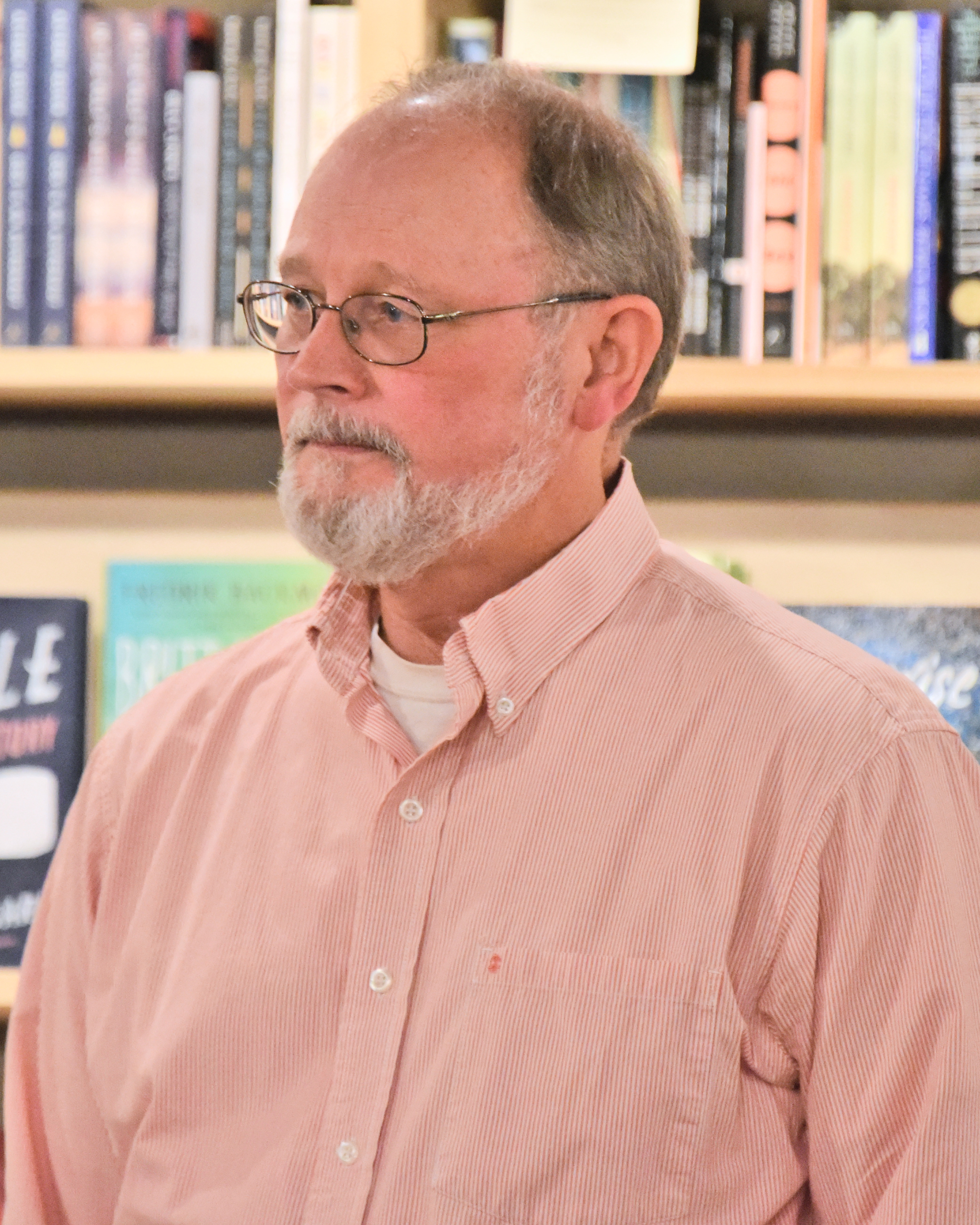
William Kent Krueger

William Kent Krueger (* 16. November 1950 in Torrington, Wyoming) ist ein mehrfach ausgezeichneter US-amerikanischer Kriminalschriftsteller.

## Leben
William Kent Krueger wuchs durch die häufig wechselnden Wohnorte seiner Eltern in verschiedenen US-Staaten auf, bezeichnet jedoch Oregon als seine Heimat. Er besuchte die High School in Hood River (Oregon) und in Manteca (Kalifornien). Nach dem Abschluss begann er für eine kurze Zeit ein Studium an der Stanford University in Kalifornien, die er im Sommer 1970 nach Auseinandersetzungen mit der Universitätsleitung wegen seines Engagements bei den politischen Studentenprotesten gegen den Vietnamkrieg wieder verließ. Nach zwei weiteren Jahren auf einem College in Colorado verdiente er seinen Lebensunterhalt mit den unterschiedlichsten Tätigkeiten etwa als Waldarbeiter, auf dem Bau, Freiberufler und zuletzt als Angestellter in einem Forschungslabor.
Krueger las seit seiner Jugend gerne amerikanische Klassiker von John Steinbeck, F. Scott Fitzgerald, James T. Farrell oder Ernest Hemingway. Letzterer beeinflusste auch Kruegers späteren Arbeitsstil: Wie Hemingway entwickelte er sich zum Frühaufsteher und schrieb noch vor seinem Arbeitsbeginn im The St. Clair Broiler, einem kleinen Café in Tangletown, unweit von Saint Paul, an Kurzgeschichten und anderen Manuskripten. So entstand auch sein erster erfolgreicher Roman Iron Lake, an dem er von 1992 bis 1996 arbeitete. Dank des großen Erfolges konnte sich Krueger später hauptberuflich der Schriftstellerei widmen. William Kent Krueger ist verheiratet und lebt mit seiner Frau Diane in Saint Paul (Minnesota) und hat zwei Kinder, Tochter Seneca und Sohn Adam.
Wichtigste Hauptfigur seiner überwiegend in Minnesota spielenden Romane ist Ex-Sheriff Cork O'Connor, halb Ire, halb vom Indianerstamm der Anishinabe. Hintergrund für die Auswahl des Protagonisten war die aus seiner Collegezeit stammende Vorliebe für die Anthropologie und die Begeisterung für die ethnischen Romane Tony Hillermans. Krueger beschäftigte sich intensiv mit der Kultur der Anishinabe, um ihnen mit einer sensiblen Darstellung gerecht werden zu können.

## Auszeichnungen
- 1998 Loft-McKnight Fiction Award für Iron Lake (dt. Indianischer Winter)
- 1999 Minnesota Book Awards – Kategorie Mystery[4] für Iron Lake
- 1999 Anthony Award – Kategorie Bester Erstlingsroman für Iron Lake
- 1999 Barry Award – Kategorie Bester Erstlingsroman für Iron Lake
- 2002 Minnesota Book Awards – Kategorie Popular Fiction[5] für Purgatory Ridge
- 2003 The Reader’s Choice Award – Kategorie Best PI/Police Procedural für Purgatory Ridge[6]
- 2005 Anthony Award – Kategorie Best Novel für Blood Hollow
- 2006 Anthony Award – Kategorie Best Novel für Mercy Falls
- 2007 Minnesota Book Awards – Kategorie Fiction[7] für Copper River
- 2007 Northeastern Minnesota Book Award – Kategorie Fiction, Poetry, Drama[8] für Thunder Bay
- 2008 Lovey Award[9] – Kategorie Best PI/Police Procedural[10] für Thunder Bay
- 2008 Dilys Award für Thunder Bay
- 2008 Minnesota Book Awards – Kategorie Fiction[11] für Thunder Bay
- 2014 Dilys Award für Ordinary Grace
- 2014 Edgar Allan Poe Award – Kategorie Best Novel für Ordinary Grace

## Werke

### Cork O'Connor-Serie
- 1998 Iron Lake (dt. Indianischer Winter. Goldmann, München 2000; ISBN 3-442-44538-8)
- 1999 Boundary Waters
- 2001 Purgatory Ridge
- 2004 Blood Hollow
- 2005 Mercy Falls
- 2006 Copper River
- 2007 Thunder Bay
- 2008 Red Knife
- 2009 Heaven's Keep
- 2010 Vermilion Drift
- 2011 Northwest Angle
- 2012 Trickster’s Point
- 2013 Tamarack County
- 2014 Windigo Island
- 2016 Manitou Canyon
- 2017 Sulfur Springs
- 2018 Desolation Mountain
- 2021 Lightning Strike

### Sonstige
- 2003 The Devil’s Bed
- 2013 Ordinary Grace
  - Für eine kurze Zeit waren wir glücklich (dt. Übersetzung von Tanja Handels), Piper, München 2019, ISBN 978-3-492-05845-2.
- 2019 This Tender Land[1]

### Kurzgeschichten
- 1998 Corpus Delicti. In: Mary Higgins Clark, Mystery Writers of America (Hrsg.): The Night Awakens
- 1998 Iron Lake, (Auszug). In: Winners of 1998 McKnight Artist Fellowships for Writers (Hrsg.): The Kiss of Pages Turning
- 2002 The Herring Choker. In: Boy's Life, Ausgabe Januar 2002
- 2004 The Windigo. In: Boy's Life, Ausgabe März 2004
- 2005 The Far Side of the River. In: Jessica Kaye, Richard J. Brewer (Hrsg.): Meeting Across the River: Stories Inspired by the Haunting Bruce Springsteen Song
- 2005 Before Swine. In: Minnesota Crime Wave (Hrsg.): The Silence of the Loons: Thirteen Tales of Mystery by Minnesota's Premier Crime Writers
- 2006 Absolution. In: Joe A. Konrath (Hrsg.): These Guns For Hire
- 2006 Bums. In: Julie Schaper, Steven Horwitz (Hrsg.): Twin Cities Noir
- 2006 Heat Lightning. In: Harlan Coben, Mystery Writers of America (Hrsg.): Till Death Do Us Part: New Stories about Love, Lust, and Murder
- 2007 Hills Like White Rabbits. In: Minnesota Crime Wave (Hrsg.): Resort to Murder: Thirteen More Tales of Mystery by Minnesota's Premier Writers
- 2009 Contender. In: Gary R. Bush, Chris Everheart (Hrsg.): Once Upon a Crime: An Anthology of Murder, Mayhem and Suspense